# Yūya Ozeki
Yuya Ozeki (Tokio, Japón; 5 de junio de 1996) es un actor japonés, más conocido por su rol de Toshio Saeki en la serie de filmes de Ju-on. Ha trabajado con Takako Fuji y Takashi Matsuyama en todos los estrenos de cine de Ju-on y The Grudge.

## Filmografía
- Ju-on: The Grudge (2003)
- Ju-on: The Grudge 2 (2003)
- The Grudge (2004)
- The Grudge 2 (archivo footage) (2006)

## Premios y nominaciones
| Año  | Asociación Fílmica/Festival | Premio            | Categoría/Destinatario                                                              | Resultado |
| ---- | --------------------------- | ----------------- | ----------------------------------------------------------------------------------- | --------- |
| 2005 | Teen Choice Awards          | Teen Choice Award | Choice Movie Scream Scene for: The Grudge (2004) Toshio Saeki screams in the attic. | Nominado  |

## Trivia
- Disfruta tocar el piano y nadar.[1]